# Mariënborn (voormalig klooster)
Mariënborn (ook Mariëndaal genoemd) is een voormalig augustijnenklooster. Het was het op een na oudste klooster van Arnhem en is gesticht in 1392. 
In 1580 werd het opgeheven en werden de gebouwen gesloopt. Uit het klooster is een aantal landgoederen ontstaan: Warnsborn in 1640, Boschveld in 1650, Lichtenbeek in 1651, Mariëndaal in 1735 en Den Brink in de 18e eeuw. Deze landgoederen tezamen worden tegenwoordig 'Mariënborn' genoemd.

## Geschiedenis
Mariënborn is in 1392 gesticht in de nabijheid van bronnen ten westen van de stad Arnhem. De grond was ter beschikking gesteld door een rijke Arnhemmer, Wijnant van Arnhem. De naam van het klooster is afgeleid van de ligging bij de bronnen, Domus Fontis Beatae Mariae, 'Het huis bij de bron van de Heilige Maria'. Dat werd in het dagelijks gebruik Fonteijne-klooster, later Mariënborn (born = bron). Het klooster was een dochterklooster van het beroemde klooster van Windesheim. De eerste rector was Johannes van Kempen, de broer van Thomas a Kempis. De eerste prior was Arnold van Calcar.
De kloosterlingen legden zich toe op het verluchten van boeken. Een voorbeeld is het Getijdenboek van Maria van Gelre (1380 - na 1427). Verder voorzagen ze in hun levensbehoefte door de opbrengsten van goederen en landerijen die het klooster in bezit verkreeg. De kloosterbroeders stonden bekend om hun gastvrijheid en liefdadigheid, maar ook om hun misstappen. In 1520 zou er een broeder een moord hebben gepleegd. In een brief uit 1547 doet de prior een verzoek aan het Hof van Gelre en Zutphen om broeder Matthias van Suchtelen te verwijderen omdat hij de kuisheidsgelofte had geschonden.
In de vijftiende eeuw had Mariënborn twee korenmolens, een volmolen en een slijpmolen en vanaf de achttiende eeuw twee papiermolens. De slijpmolen werd ook vervangen voor een papiermolen. De korenmolens verdwenen in de negentiende eeuw, de oliemolen en de volmolen waren al eerder verdwenen.
Als gevolg van de Reformatie werden bij plakkaat van 31 mei 1580 en aanvullend landsdagbesluit van 29 november 1581, alle bezittingen van rooms-katholieke instellingen onttrokken aan hun bestemming. De opbrengsten werden voortaan gebruikt voor de instandhouding van de Gereformeerde kerk en het onderwijs. Ook Mariënborn werd geconfisqueerd en onder beheer van de Staten van Kwartier van Veluwe gebracht. Hiermee was het klooster opgeheven. Rond 1587 werden de gebouwen gesloopt. De landgoederen bleven tot 1640 onder toezicht van de Staten. Sinds 1640 werden ze verkocht aan particulieren, zoals aan de Arnhemse burgemeester Everhard Everwijn. 
In 1651 stichtten Wilhelm Creyvenger en Bernt Harscamp op de heidevelden de buitenplaats Lichtenbeek. Boschveld werd in de zeventiende eeuw een zelfstandig buiten. In 1535 en 1836 werd het samengevoegd met Lichtenbeek. De Vijverberg werd rond 1650 als ontginningslandgoed gesticht.
In 1735 kwam een deel van de landgoederen van Mariënborn in het bezit van de familie Brantsen. De kloostergebouwen waren nadat het klooster in 1580 was opgeheven reeds gesloopt. Johan Brantsen (1699-1774) liet het landhuis Mariëndaal bouwen. Tijdens de Tweede Wereldoorlog was het huis in gebruik door het personeel van de Reichsarbeitsdienst van vliegveld Deelen. Op het landgoed werden posities voor Duitse artillerie ingericht waarvan de sporen nog te zien zijn, in de vorm van grote ronde gaten. Er werd veel hout gevorderd waardoor de bossen uitgedund raakten. Aan het einde van de oorlog werden veel bomen beschadigd door granaatvuur.
De landgoederengroep Mariënborn is behoudens een klein deel dat particulier bezit is, in bezit van Geldersch Landschap & Kasteelen en valt deels onder de gemeente Arnhem en deels onder de gemeente Renkum. Het is sinds 2006 een rijksbeschermde historische buitenplaats met 16 complexonderdelen.